# 戸出野神社
戸出野神社（といでのじんじゃ）は、富山県高岡市戸出町にある神社。神社の入り口にある大鳥居で知られる。祭神は天照皇大神で、秋季例祭として10月に幌武者行列が行われる。

## 概要
富山県高岡市戸出町にあり、神社の入り口にある大鳥居で知られる。これは、1853年3月に伏木の能登屋三右衛門が寄進したものである。
毎年10月には、1697年から続く幌武者行列が例祭として行われており、戸出に縁のある歴史上の人物に扮した子供が町を練り歩く。

## 大鳥居
大鳥居は御影石でつくられたもので、瀬戸内海の小豆島より産出されたものであると伝えられている。戸出地域がかつて千保川を通じて伏木、さらには瀬戸内海、京、大阪と繋がっていたことを示す貴重な歴史遺産となっている。
戸出町には本町川参道奥や寺町側にも同程度の大きさの鳥居があるが、「大鳥居」といえば本町側のこの鳥居を指す。
この大鳥居は加賀藩で屈指の豪商で、戸出の特産品である八講布や菜種などの問屋だった竹村屋茂兵衛の繁栄に肖るため、伏木の廻船問屋および7軒の船問屋のうちで最も実力のあった能登屋三右衛門とその持船の船頭らが、1853年3月、竹村屋茂兵衛の住む戸出の戸出野神社へ寄進したものであると考えられている。竹村屋茂兵衛の屋敷は、かつてこの大鳥居より西にあった。竹村屋茂兵衛は、船を持って伏木港を拠点として海運業を営み、財を築いたことで知られている。

### 大鳥居の彫刻
嘉永六年葵丑年三月吉日
伏木能登屋三右衛門手船
観世丸 太四郎
恵比寿丸 七左衛門
万福丸 荘助
大黒丸 治兵衛
奉寄進
佐野屋 栄三郎
煙草屋 吉左衛門
能登屋 与兵衛
高辻屋 八右衛門